# Bankomat
Bankomat AB är en kedja av uttagsautomater i Sverige, som skapats i samarbete mellan ett antal banker. Beroende på automat och vilken bank man tillhör kan man förutom uttag av kontanter även göra insättning av kontanter, få kontoutdrag, göra överföring mellan konton och ändra PIN-kod.
Varumärket Bankomat ägs av Bankomatcentralen och licensierar det till Bankomat AB som sköter uttagsautomaterna. Majoriteten av uttagsautomaterna i Sverige tillhör Bankomat AB.

## Historik
Bankomatcentralen bildades som ett organ för samarbete rörande automater för banktjänster på initiativ av storbankerna, de så kallade affärsbankerna, under 1960-talet. Varumärket Bankomat ägs av Bankomatcentralen AB och registrerades hos Patent- och registreringsverket 1968.
Samarbetet kring Bankomat var ett svar på dåvarande Sparbankernas automatiserade system Minuten som kom 1967. Ordet bankomat förekommer i svensk media från 1968.
Den första automaten med beteckningen Bankomat sattes upp den 6 juli 1967 i Uppsala.

## Bankomat AB
Bankomat AB bildades i september 2010 och ägs av Danske Bank, Handelsbanken, Nordea, SEB och Swedbank med Sparbankerna. Bolaget har tagit över skötseln och verksamheten av ägarbankernas uttagsautomater i Sverige under varumärket Bankomat. Swedbank som tidigare haft andra varumärken på sina uttagsautomater gick med i Bankomat AB och anpassade sina automater till Bankomatstandard.
Den 23 november 2016 meddelades det att BDB Bankernas Depå AB skulle fusioneras med Bankomat. Fusionen skulle vara slutförd under våren 2017.

## Bilder

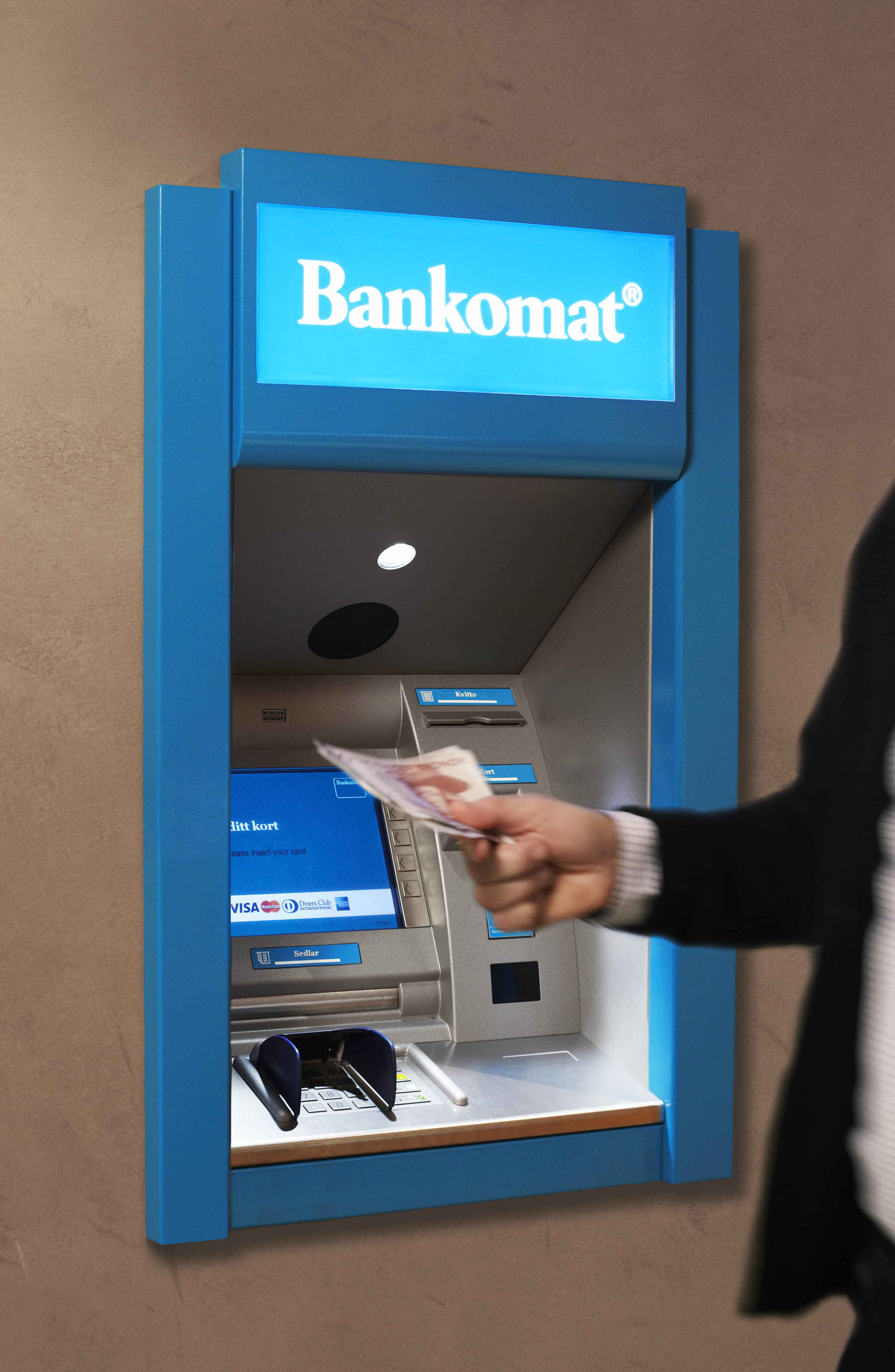
En automat från Bankomat.
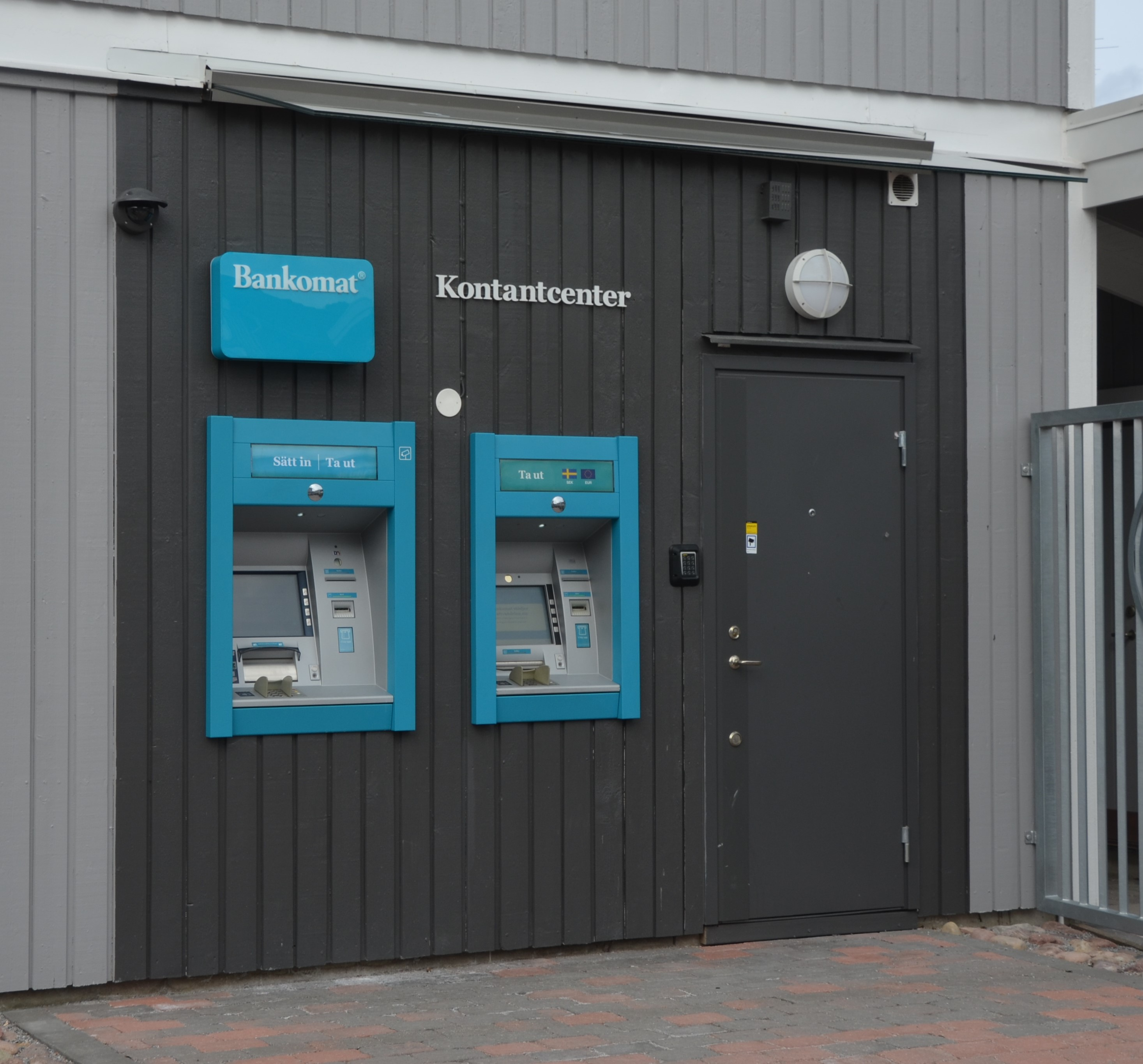
Kontantcenter i Henån.